# Branko Ilić
Branko Ilić (* 6. února 1983 Lublaň) je bývalý slovinský fotbalista, hrající na pozici pravého obránce, příležitostně středního obránce.

## Klubová kariéra
Začal hrát v klubu Grosuplje a poté hrál za klub NK Olimpija Lublaň. V letech 2001–2004 hrál za seniorský tým NK Olimpija Lublaň (55 zápasů, 0 gólů). V roce 2002 byl na hostování v Grosuplje (13 zápasů, 2 góly). V letech 2005–2007 hrál za tým NK Domžale (63 zápasů, 2 góly). V roce 2007 byl na hostování v týmu Real Betis (13 zápasů a 0 gólů), kam později přestoupil (2007–2010, 21 zápasů, 0 gólů), ale již v roce 2009 byl na hostování v FK Moskva (6 zápasů, 0 gólů). V letech 
2010–2011 hrál za klub FK Lokomotiv Moskva (11 zápasů, 0 gólů). V letech 2012–2013 působil v klubu Anorthosis Famagusta (26 zápasů, 1 gól). Od roku 2013 vystřídal několik klubu, od roku 2013–2014 Hapoel Tel Aviv FC, sezónu 2014–2015 hrál v FK Partizan, 2015 v FC Astana, 2016–2017 Urawa Red Diamonds, v sezóně 2017–2019 se vrátil do NK Olimpija Lublaň, v roce 2019 ve Vejle a 2019–2020 zakončil kariéru zakončil v NK Domžale.
Celkově odehrál 322 zápasů a 10krát skóroval.

## Reprezentační kariéra
V roce 2001 byl povolán do Slovinské fotbalové reprezentace do 19 let. V letech 2003–2005 hrál za Slovinsko U21. V letech 2004–2015 hrál již za Slovinskou fotbalovou reprezentaci. Za niž odehrál 63 zápasů a vstřelil jeden gól.
Účastnil se mistrovství světa ve fotbale 2010.